# Mundialito de Fútbol Playa 2022
El  Mundialito de Fútbol Playa de 2022 fue un torneo de fútbol playa que se llevó a cabo en la Playa del Inglés, Maspalomas, España, del 21 al 23 de julio de 2022.

## Sistema de disputa
El sistema de competencia del torneo fue de todos contra todos, en el cual los equipos se enfrentaron en una única oportunidad. El campeón se decidió por la mayor cantidad de puntos obtenidos al finalizar las tres jornadas siguiendo las reglas que establecen las normativas para campeonatos internacionales: 3 puntos por partido ganado en tiempo regular, 2 puntos por partido ganado en prórroga, 1 punto por partido ganado en tanda de penaltis. En caso de empates en puntos se definirán las posiciones por la mayor diferencia entre goles anotados y goles recibidos de las selecciones empatadas.

## Participantes
- Estados Unidos
- Portugal
- Japón
- España (anfitrión)

## Clasificación
| Equipo         | Pts | PJ | PG | PG+ | PG++ | PP | GF | GC | Dif |
| -------------- | --- | -- | -- | --- | ---- | -- | -- | -- | --- |
| España         | 6   | 3  | 2  | 0   | 0    | 1  | 15 | 15 | 0   |
| Estados Unidos | 6   | 3  | 2  | 0   | 0    | 1  | 10 | 11 | -1  |
| Portugal       | 3   | 3  | 1  | 0   | 0    | 2  | 17 | 18 | -1  |
| Japón          | 3   | 3  | 1  | 0   | 0    | 2  | 13 | 11 | +2  |

## Fixture
| Fecha                      | Lugar      |                |                           | Resultado |                           |                |
| -------------------------- | ---------- | -------------- | ------------------------- | --------- | ------------------------- | -------------- |
| 21 de julio de 2022, 12:15 | Maspalomas | Japón          | Bandera de Japón          | 5:7       | Bandera de Portugal       | Portugal       |
| 21 de julio de 2022, 15:00 | Maspalomas | Estados Unidos | Bandera de Estados Unidos | 2:6       | Bandera de España         | España         |
| 22 de julio de 2022, 12:15 | Maspalomas | Portugal       | Bandera de Portugal       | 5:6       | Bandera de Estados Unidos | Estados Unidos |
| 22 de julio de 2022, 15:00 | Maspalomas | España         | Bandera de España         | 2:8       | Bandera de Japón          | Japón          |
| 23 de julio de 2022, 12:15 | Maspalomas | Japón          | Bandera de Japón          | 0:2       | Bandera de Estados Unidos | Estados Unidos |
| 23 de julio de 2022, 15:00 | Maspalomas | España         | Bandera de España         | 7:5       | Bandera de Portugal       | Portugal       |

## Goleadores
| Jugador          | Selección      | Goles |
| ---------------- | -------------- | ----- |
| Takuya Akaguma   | Japón          | 7     |
| Duarte Algarvio  | Portugal       | 6     |
| Chiky Ardil      | España         | 5     |
| Lourenço         | Portugal       | 4     |
| Belchior         | Portugal       | 4     |
| Gabriel Silveira | Estados Unidos | 4     |

## Premios y reconocimientos
| Mejor Jugador (MVP)      | Mejor Jugador (MVP) | Mejor Jugador (MVP) | Mejor Jugador (MVP) |
| ------------------------ | ------------------- | ------------------- | ------------------- |
| Chiky Ardil              |                     |                     |                     |
| Goleador(es)             |                     |                     |                     |
| Takuya Akaguma (7 goles) |                     |                     |                     |
| Mejor Portero            |                     |                     |                     |
| Christopher Toth         |                     |                     |                     |